# Třetí bitva u Artois
Třetí bitva u Artois bylo střetnutí francouzské, britské a německé armády v rámci bojů první světové války na západní frontě, které se odehrálo od 25. září do 4. listopadu 1915. K bitvě došlo během podzimní ofenzívy Dohody zahrnující navíc i koordinované britsko-francouzské útoky v Champagne a u Loosu. Přestože se útočníkům podařilo vytlačit Němce z města Souchez a probít se na výšiny západně od obce Vimy, houževnatý odpor Němců a rychle rostoucí ztráty donutily velitele další útoky zastavit. Následné pokusy Dohody o průlom a protiútoky německé 6. armády pod velením korunního prince Ruprechta pak v rámci třetí bitvy u Artois probíhaly až do počátku listopadu, kdy boje zastavilo vyčerpání obou stran a zhoršující se počasí.